# Daniellia oliveri
Daniellia oliveri är en ärtväxtart som först beskrevs av Robert Allen Rolfe, och fick sitt nu gällande namn av John Hutchinson och John McEwan Dalziel. Daniellia oliveri ingår i släktet Daniellia, och familjen ärtväxter. Inga underarter finns listade i Catalogue of Life.